# Гюфіфірн
Гюфіфірн — льодовик завдовжки 7 км (станом на 2005 р.), лежить у Гларнських Альпах у кантоні Урі (Швейцарія). У 1973 році мав площу 13,64 км².